# وشستاری (ناحیه پراگ-شرق)
وشستاری (به چکی: Všestary) یک منطقهٔ مسکونی در جمهوری چک است که در ناحیه پراگ-شرق واقع شده‌است. وشستاری ۴٫۴۳ کیلومتر مربع مساحت و ۶۹۸ نفر جمعیت دارد و ۳۹۳ متر بالاتر از سطح دریا واقع شده‌است.